# Ung och stolt
Ung och stolt är ett album från 1987 av den svenska sångerskan Eva Dahlgren. Albumet producerades av Anders Glenmark.

## Beskrivning
Ung och stolt är Eva Dahlgrens mest experimentella album. Två av albumets låtar har renodlade blåsarrangemang; titellåten "Ung och stolt" inleds med en motettkör och låten Mitt liv är en avskalad vals, huvudsakligen ackompanjerad endast av piano. Fyra av albumets spår – "Allt för dej", "Fromme mannen", "Älska mej" och "Friheten" – tar rent musikaliskt ut svängarna mer än vanligt i Eva Dahlgrens musik. 
Titelspåret "Ung och stolt" och "Jag klär av mig naken" har följt Eva Dahlgren genom åren. Båda låtarnas texter har analyserats av forskaren Hillevi Ganetz, publicerat i boken Hennes röster. "Hjärtats ödsliga slag", en duett med Uno Svenningsson, gavs ut på singel, med låten "Lämna mej inte här" som b-sida. "Jag klär av mej naken" och "Mitt liv" gavs ut som promotion-maxisingel, med "Jag klär av mej naken" som a-sida, och "Mitt liv" som b-sida.
LP:ns respektive CD:ns låtordning skiljer sig åt på detta album.  

## Låtförteckning LP
Sida 1
1. Jag klär av mej naken
2. Ung och stolt
3. Resan
4. Allt för dej
5. Little darling
6. Mitt liv

Sida 2
1. Fromme mannen
2. Hjärtats ödsliga slag
3. Skeppet
4. Älska mej
5. Friheten

## Låtförteckning CD
1. Jag klär av mej naken
2. Ung och stolt
3. Skeppet
4. Resan
5. Little darling
6. Älska mej
7. Lämna mej inte här
8. Fromme mannen
9. Allt för dej
10. Mitt liv
11. Hjärtats ödsliga slag
12. Friheten

Låten "Lämna mej inte här" ingick inte på LP:n.

## Medverkande musiker
- Text och musik – Eva Dahlgren, Jonas Isacsson, Anders Glenmark
- Inspelad i Polar Studios av Lennart Östlund
- Producerad och arrangerad av Anders Glenmark
- Eva Dahlgren – akustisk gitarr, elgitarr, kör
- Anders Glenmark – keyboard, bas, elgitarr, kör, piano
- Jonas Isacsson - akustisk gitarr, elgitarr och fuzzguitar
- Pelle Alsing – trummor
- Mats Englund – bas, fuzzbass
- Sanne Salomonsen – kör
- Uno Svenningsson – kör

## Listplaceringar
| Lista (1987) | Topplacering |
| ------------ | ------------ |
| Sverige      | 2            |